# Juan Álvarez (zapaśnik)
Juan Álvarez – wenezuelski zapaśnik w stylu wolnym. Brązowy medal na mistrzostwach panamerykańskich w 2004 i 2005. Trzeci na igrzyskach boliwaryjskich w 2005 roku.